# Lucas De Rossi
Lucas De Rossi (Marsella, 18 de agosto de 1995) es un ciclista profesional francés que desde 2022 corre para el equipo chino China Glory-Mentech Continental Cycling Team de categoría Continental.

## Palmarés
- Todavía no ha conseguido ninguna victoria como profesional.

## Equipos
- Delko Marseille Provence KTM stagiaire (08.2016-12.2016)
- Delko[1] (2018-2021)
  - Delko Marseille Provence KTM (2018)
  - Delko Marseille Provence (2019)
  - NIPPO DELKO One Provence (2020)
  - Team Delko (2021)
- China Glory Continental Cycling Team (2022-)
  - China Glory Continental Cycling Team (2022-2023)
  - China Glory-Mentech Continental Cycling Team (2024-)